# Dictyssa mira
Dictyssa mira är en insektsart som beskrevs av Van Duzee 1928. Dictyssa mira ingår i släktet Dictyssa och familjen sköldstritar. Inga underarter finns listade i Catalogue of Life.